# Eigenmath
Eigenmath è un sistema di algebra computazionale open source, multipiattaforma, che non necessita di installazione, scritto in C, sviluppato da George Weigt.
Sulla home page sono disponibili gli eseguibili per Windows e macOS, mentre i codici sorgenti sono disponibili su Sourceforge.
Leonel H. Sandoval ha portato il progetto su Nintendo DS homebrew.

## Esempi
- Somma e fattorizzazione di funzioni:

```

 f(x) = 2 x^2 + 3 x + 4
 g(x) = 4 x + 2
 h(x) = f(x) + g(x)
 h(x)
	 6 + 7x + 2x^2

 factor(h(x))
	 (2+x)(3+2x)

```

- Radici di funzioni:

```

h(x) = 2 x^2 + 7 x +6
h(x)
	6 + 7x + 2x^2

roots(h(x))
	-2, -3/2

```

- Derivazione e integrazione di funzioni:

```

h(x) = 2 x^2 + 7 x +6
h(x)
	6 + 7x + 2x^2

p(x) = d(h(x),x)
p(x)
	7 + 4x

m(x) = integral(p(x),x)
m(x)
	7 x + 2 x^2

```